# Epuraea binotata
Epuraea binotata är en skalbaggsart som beskrevs av Edmund Reitter 1872. Epuraea binotata ingår i släktet Epuraea, och familjen glansbaggar. Arten är reproducerande i Sverige.